# 别利亚-梅迪奥阿兰
别利亚-梅迪奥阿兰（西班牙語：Viella y Medio Arán，奧克語發音：[biˈeʎa e miʒaˈɾan]）是西班牙加泰罗尼亚莱里达省的一个市镇，得名于别利亚（Viella）和梅迪奥阿兰（Medio Arán）两个小镇。 总面积211平方公里，2022年总人口5,581人，人口密度26人/平方公里。

## 友好城市
- 法國 圣日龙